# Matthew Stover
Pour les articles homonymes, voir Stover.
Œuvres principales
- Aube de fer
- Les héros meurent aussi

Matthew Woodring Stover, né le 29 janvier 1962 aux États-Unis, est un romancier américain spécialisé en science-fiction.

## Biographie
Matthew Stover obtient un diplôme de l'Université de Drake en 1983. Il habita Chicago plusieurs années avant de déménager à St. Petersburg, en Floride. Il pratique avidement plusieurs arts martiaux, et est un étudiant de la « Degerberg Blend », un concept de Jeet Kune Do qui mélange environ vingt-cinq arts martiaux du monde entier. Son style de combat influence la façon dont il écrit ses scènes de combat, pour lesquelles il a un succès considérable. Il est aussi le fondateur, et se décrit comme le « grand maître international » d'une parodie d'auto défense qu'il nomme le Huàn Dao (« La voie du hérisson »), qu'il a décrit comme « l'auto défense pour les gens trop paresseux pour s'entraîner et trop intelligent pour se battre » (traduction). Il dit que l'origine de cet art vient de l'ancien soldat et poète grec Archilochos : « Le renard est agile intelligent et rusé, et pourtant se fait attraper par les chiens. Le hérisson est lent, pataud et n'a qu'un moyen de se défendre — mais ça marche très bien » (interprétation libre de « The fox is swift and clever and knows many tricks, yet still he is taken by the hounds. The hedgehog is slow and dull, and knows only one trick — but it is a very good trick »). Stover appelle parfois le Huàn Dao « Fatmattjitsu », un jeu de mots avec « fat » — gros en Anglais. 
Ses romans autres que Star Wars lui ont créé un public plus réduit, mais loyal, principalement pour la série des Acts of Caine. Stover a dit être intéressé par l'écriture de la fin des nouvelles de Star Wars, et des aventures du trio Luke Skywalker, Han Solo et Princesse Leia.

## Œuvres

### SérieBarra the Pict
1. Aube de fer, L'Atalante, coll. « La Dentelle du cygne », 2002 ((en) Iron Dawn, 1997)  (ISBN 2-84172-202-3)
2. (en) Jericho Moon, 1998

### SérieThe Acts of Caine
1. Les héros meurent aussi, L'Atalante, coll. « La Dentelle du cygne », 2001 ((en) Heroes Die, 1997)  (ISBN 2-84172-158-2)
2. (en) Blade of Tyshalle, 2001
3. (en) Caine Black Knife, 2008
4. (en) Caine's Law, 2012

### UniversStar Wars

#### SérieLe Nouvel Ordre Jedi
1. Le Traître, Fleuve noir, coll. « Star Wars » no 60, 2004 ((en) Traitor, 2002)  (ISBN 2-265-06934-5)

#### SérieLa Guerre des clones
1. Point de rupture, Presses de la Cité, 2004 ((en) Shatterpoint, 2004)  (ISBN 2-258-06453-8)Réédition, Fleuve noir, coll. « Star Wars » no 70, 2005 (ISBN 2-265-06949-3)

#### Novélisation de film
- Star Wars, épisode III : La Revanche des Sith, Presses de la Cité, 2005 ((en) Star Wars Episode III: Revenge of the Sith, 2005)  (ISBN 2-258-06802-9)Réédition, Fleuve noir, coll. « Star Wars » no 68, 2005 (ISBN 2-265-06948-5) ; réédition dans le recueil Intégrale épisodes I - II - III, Pocket, coll. « Star Wars » no 149, 2015 (ISBN 978-2-266-26219-4) ; réédition dans le recueil Dark Vador - La Trilogie du Seigneur Noir, Pocket, coll. « Star Wars » no 214, 2025 (ISBN 978-2-266-35548-3) (à paraître le 20 novembre 2025)

#### Roman indépendant
- Luke Skywalker et l'Ombre de Mindor, Pocket, coll. « Star Wars » no 143, 2017 ((en) Luke Skywalker and the Shadows of Mindor, 2008)  (ISBN 978-2-266-27740-2)

### SérieGod of War
- God of War, Milady, 2010 ((en) God of War, 2010)  (ISBN 978-2-8112-0440-2)Écrit avec Robert E. Vardeman.

### SérieMagic: The Gathering
- (en) Test of Metal: A Planeswalker Novel, 2010